# Otilio Vigil Díaz
Otilio Vigil Díaz, comúnmente llamado Virgil Díaz (Santo Domingo, 6 de abril de 1880-Santo Domingo, 20 de enero de 1961) fue un poeta y prosista dominicano creador del movimiento literario conocido como vedrinismo.
Introdujo por primera vez en las letras dominicanas el verso libre con su poema Arabesco.
Nació en Santo Domingo, el 6 de abril de 1880 cuentista y narrador. Hijo de Francisco Vigil e Isabel Díaz. Cursó su educación primaria y secundaria en Santo Domingo, pero no siguió estudios universitarios. Su paso por New York y Cuba y su estadía en París durante las primeras décadas del siglo XX, marcó su producción literaria. La literatura francesa del momento despertó en él un inquietante espíritu de renovación artística. De regreso a la República Dominicana fundó el Vedrinismo, primer intento de movimiento literario de vanguardia en la República Dominicana que abogó por la introducción del verso libre a la poesía nacional. A pesar de ser el único representante del Vedrinismo Vigil Díaz logró, con la publicación del poema "Arabesco" en 1917, que la poesía dominicana diera sus primeros pasos hacia la modernidad. Sus poemas y ensayos de opinión fueron difundidos en las revistas Cromos, Letras, La Cuna de América, Renacimiento, Cosmopolita, Bahoruco, El día ético y Blanco y Negro. Durante varios lustros mantuvo la columna Fatamorgana, primero en el periódico Listín Diario, luego en La Opinión y finalmente en La Nación. En el inicio de su carrera literaria estuvo ligado al Postumismo, pero las diferencias estéticas con los postumistas lo obligaron a distanciar de dicho grupo. Murió en Santo Domingo el 20 de enero de 1961.

## Obras
- Góndola (1912)
- Miserere patricio (1915)
- Arabesco (1917)
- Jonondio (1919)
- Galeras de pafos (1921)
- Del sena al ozama (1922)
- Música del ayer (1925)
- Orégano (1949)
- Rapsodia

- Datos: Q6054522